# Парусова, Татьяна Юрьевна
Татьяна Юрьевна Парусова (род. 19 мая 1977 года, Арзамас Горьковской области) — депутат городской думы Арзамаса, бывший мэр города Арзамаса.

## Образование
В  1999 году окончила Нижегородский государственный университет имени Н. И. Лобачевского по специальности «Политология», со специализацией «Политическая регионалистика».
2001 — 2003 годах проходила обучение по совместной программе Академии народного хозяйства при Правительстве РФ и Манчестерского университета. По результатам  получила два магистерских диплома по направлению «Политическая наука», со специализацией «Политическая аналитика».

## Биография
В 2003 - 2006 годах преподаватель социологии, политологии, логики кафедра гуманитарных дисциплин Арзамаского филиала  Российского университета кооперации, руководитель Центра по работе с молодёжью.
В 2006 - 2011 годах в аппарат правительства Нижегородской области, советник заместителя Губернатора по внутренней политике, советник министра по внутренней политике.
С 2011 года по августа 2015 года советник заместителя губернатора Нижегородской области Сергея Потапова.
29 сентября 2015 года избрана главой муниципального образования — мэром города Арзамаса Нижегородской области.
29 октября 2015 года официально вступила в должность главы муниципального образования — мэра города Арзамаса.
19 января 2017 года досрочно сложила полномочия.
13 апреля 2017 года избрана председателем Арзамасской городской Думы.
3 мая 2017 года по протесту прокуратуры города из за «неправильно оформленных протоколов» голосование было отменено.